# Fulton (Maryland)
Fulton – jednostka osadnicza w Stanach Zjednoczonych, w stanie Maryland, w hrabstwie Howard.